# 아이노카제토야마 철도
아이노카제토야마 철도(일본어: あいの風とやま鉄道 아이노카제토야마데쓰도우[*])는 호쿠리쿠 신칸센 나가노 - 가나자와 구간 개통에 수반해 병행 재래선으로서 서일본 여객철도(JR서일본)으로부터 경영 분리되게 된 호쿠리쿠 본선 가나자와 - 나오에쓰 구간 가운데, 도야마현 구간을 운영하는 제3종 철도 회사이다.

## 역사
- 2012년 7월 24일: 도야마 현 병행재래선 준비 주식회사({일본어: 富山県並行在来線準備株式会社 토야마켄헤이코오자이라이센줌비카부시키가이샤[*]) 설립.
- 2013년 7월 1일: 아이노카제토야마 철도로 회사 명칭 변경.
- 2015년 3월 14일: 아이노카제토야마 철도선이 개통.

## 노선
- 아이노카제토야마 철도선(일본어: あいの風とやま鉄道線): JR서일본 호쿠리쿠 본선의 구리카라역 - 이치부리역(100.1 km)을 이관

## 차량
- 모두 서일본 여객철도 소속이다. 521계 전동차와 413계 전동차가 운행된다

## 같이 보기
- 호쿠리쿠 신칸센 개통으로 재래선(기존선)을 계승한 철도 사업사
  - 시나노 철도 (나가노현)
  - 에치고토키메키 철도 (니가타현)
  - IR 이시카와 철도 (이시카와현)
- 다른 신칸센 개통으로 재래선(기존선)을 계승한 철도 사업사
  - IGR 이와테 은하 철도
  - 아오이모리 철도
  - 히사쓰 오렌지 철도
  - 도난 이사리비 철도